# کاساندرا کاس
کاساندرا کاس (به انگلیسی: Cassandra Cass) (زاده ۱۹۷۸) بازیگر، شخصیت تلویزیون واقع‌نما آمریکایی است.
او یک زن ترنس است.